# Suïcidi de Tyler Clementi
Tyler Clementi (Ridgewood, 19 de desembre de 1991 - pont de George Washington, 22 de setembre de 2010) va ser un estudiant estatunidenc de 18 anys de la Universitat Rutgers de Piscataway (Nova Jersey) que, el 22 de setembre de 2010, es va suïcidar saltant des del pont de George Washington
El 19 de setembre, el company d'habitació de Clementi, Dharun Ravi, va utilitzar càmeres web per veure com Clementi besava un altre home sense el seu coneixement i ho va publicar a Twitter. Dos dies després, Ravi va instar amics i seguidors a veure una altra cita entre Clementi i el seu amic a través de la càmera web, encara que el vídeo mai es va veure. Ravi i una altra estudiant, Molly Wei, van ser acusats pel govern federal per la seva participació en els incidents de càmeres web, encara que no van ser acusats de tenir un paper en el suïcidi de Clementi. Ravi va ser jutjat i condemnat el 2012 per diversos càrrecs relacionats amb la visualització de càmeres. Després que un tribunal d'apel·lacions revoqués parts de la condemna, Ravi es va declarar culpable d'un càrrec d'intent d'invasió de la privacitat el 27 d'octubre de 2016.
La mort de Clementi va dur l'atenció nacional sobre el tema del ciberassetjament escolar i les lluites que enfronten els joves LGBT.